# Öster-Vingarna
Öster-Vingarna är en sjö i Härjedalens kommun i Härjedalen och ingår i Ljusnans huvudavrinningsområde. Sjön har en area på 1,81 kvadratkilometer och ligger 769,1 meter över havet. Öster-Vingarna ligger i Rogen Natura 2000-område.

## Delavrinningsområde
Öster-Vingarna ingår i det delavrinningsområde (691796-133143) som SMHI kallar för Utloppet av Öster-Vingarna. Medelhöjden är 774 meter över havet och ytan är 6,65 kvadratkilometer. Det finns ett avrinningsområde uppströms, och räknas det in blir den ackumulerade arean 8,47 kvadratkilometer. Vattendraget som avvattnar avrinningsområdet har biflödesordning 3, vilket innebär att vattnet flödar genom totalt 3 vattendrag innan det når havet efter 395 kilometer. Avrinningsområdet består mestadels av skog (64 procent). Avrinningsområdet har 1,8 kvadratkilometer vattenytor vilket ger det en sjöprocent på 27,1 procent.